# Jamie Cullum

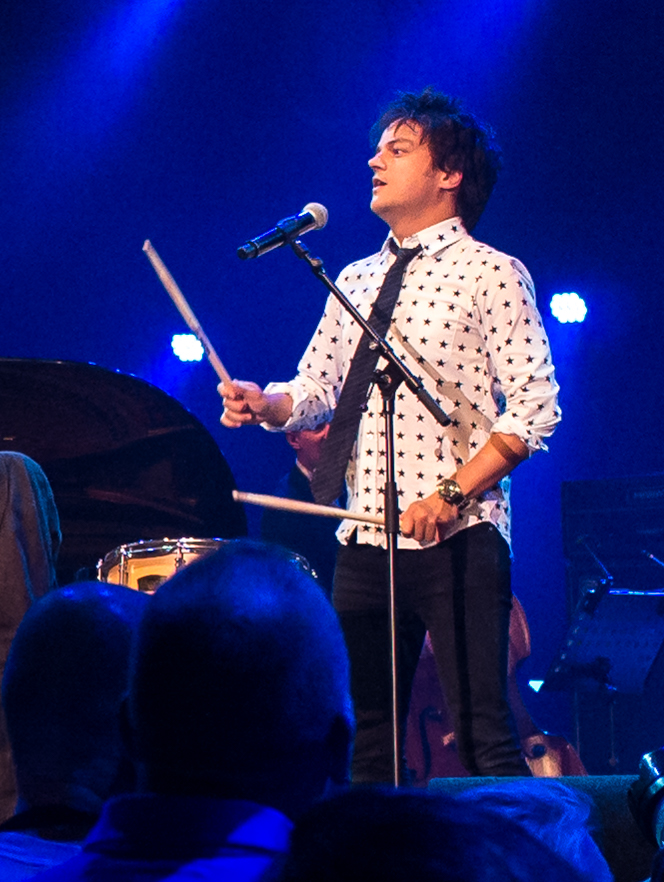
Jamie Cullum auf dem North Sea Jazz Festival, Rotterdam (2015)

Jamie Cullum (* 20. August 1979 in Rochford, Essex) ist ein englischer Singer-Songwriter und Multiinstrumentalist.

## Leben
Den Bezug zur Musik fand Cullum schon sehr früh. Sein israelischer Vater (dessen Mutter wiederum – eine gebürtige Ostpreußin – vor der Judenverfolgung des Nationalsozialismus nach Palästina floh) und seine Mutter aus Burma spielten in der Band „The Impacts“. Dort sammelte Cullum bereits als Kleinkind erste Erfahrungen am Klavier, später hatte er Gitarren- und Gesangsunterricht. Als Jugendlicher hatte Cullum zahlreiche Auftritte in Bars und Clubs. Dadurch finanzierte er sein Studium und 1999 auch schließlich die Produktion seines ersten Albums Heard It All Before. Dieses, erschienen in einer Auflage von etwa 700 Stück, verkaufte Cullum auf seinen Konzerten. Durch das Album wurde Geoff Gascoyne auf das junge Talent aufmerksam und lud Cullum ein, an dessen Album Songs of the Summer mitzuwirken. Nachdem er an der University of Reading 2001 seinen Abschluss in Literatur und Film gemacht hatte, veröffentlichte Jamie, der selbst größtenteils Autodidakt ist, sein Album Pointless Nostalgic. Im April 2003 unterschrieb er mit Universal Jazz, einem Major-Label, einen Vertrag. Obschon Cullum ursprünglich hauptsächlich Jazzmusiker ist, versteht er es, eine weite Bandbreite an Stilen anzuwenden und wird auch allgemein als ein „Crossover“-Künstler verstanden.

## Wirken

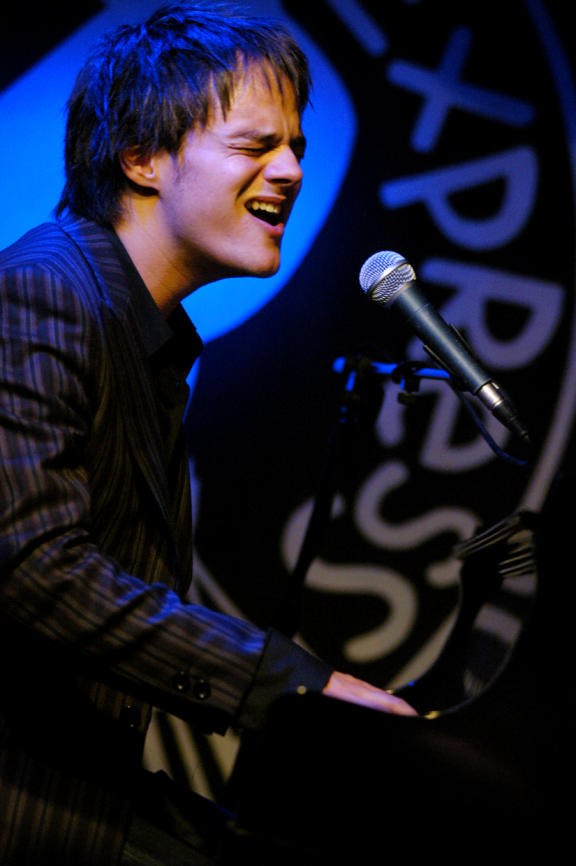
Jamie Cullum (2011)

Im Juli 2003 gewann er in der Kategorie „Rising Star“ bei den British Jazz Awards. Sein drittes Album, Twentysomething, wurde im Oktober 2003 in Großbritannien bzw. Anfang 2004 in Deutschland veröffentlicht und fand über 2,5 Millionen Käufer. Das Album umfasst einige Jazzstandards wie Singin’ in the Rain, What a Diff’rence a Day Made, I Get a Kick Out of You sowie eine Coverversion des Rock-Klassikers The Wind Cries Mary von Jimi Hendrix, jedoch auch eine Vielzahl an eigenen Stücken wie etwa das Titelstück oder All at Sea, die er zusammen mit seinem älteren Bruder Ben Cullum schrieb. Des Weiteren komponierte er mit ihm auch die Musik zum West-End-Bühnenstück When Harry Met Sally.
Bei den Brit Awards 2004 wurde Jamie als „British Breakthrough Act“ nominiert. Er spielte zusammen mit Katie Melua live bei der Zeremonie im Earl’s Court Exhibition Centre. Auch zum Geburtstag von Elisabeth II. trat er auf.
Im September 2005 veröffentlichte er sein Album Catching Tales. Dieses Album enthält bis auf vier Ausnahmen Eigenkompositionen, die Cullum unter anderem in Zusammenarbeit mit Guy Chambers, Stewart Levine oder Salaam Remi verfasst hat. Sowohl dieses Album wie auch sein Vorgänger waren auch Jahre später noch Verkaufserfolge unter den Jazzalben.
Für den im Jahr 2008 erschienenen Film Gran Torino von Clint Eastwood spielte Cullum die Titelmelodie mit dem gleichnamigen Titel ein und erhielt dafür eine Golden-Globe-Nominierung. Außerdem arbeitete er unter anderem mit Toots Thielemans, Camille und Pharrell zusammen, war auf den Alben seines Bassisten Geoff Gascoyne zu hören und auf dem Album Swinging, Singing, Playing des Count Basie Orchestra, das ihn auf dem Album The Pursuit begleiten sollte.
Im November 2009 wurde das Album The Pursuit bei Decca Records veröffentlicht. Es besteht aus acht Eigenkompositionen, darunter die Singles I’m All Over It und Wheels und vier Coverversionen: Just One of Those Things von Cole Porter, das mit dem Count Basie Orchestra aufgenommen wurde, If I Ruled the World, das ebenfalls als Single ausgekoppelte Rihanna-Cover Don’t Stop the Music und Stephen Sondheims Not While I'm Around aus dem Musical Sweeney Todd. Dieses Album wurde nicht von Stewart Levine, sondern (bis auf Don’t Stop the Music) von Greg Wells produziert, der auf vielen Tracks auch Schlagzeug, Gitarre, Bass und Orgel spielte. Sebastiaan de Krom und Geoff Gascoyne, die bisher Cullum auf seinen Alben begleitet hatten, wirkten an dieser Produktion nicht mehr mit, sind aber als Co-Komponisten von You and Me Are Gone vermerkt.
2012 komponierte Cullum den Titel Standing Still für die Show Unser Star für Baku. Roman Lob, der Sieger der Show, trat damit für Deutschland beim Eurovision Song Contest 2012 in Baku (Aserbaidschan) an und belegte den achten Platz. Am 17. Mai 2013 erschien mit Momentum sein sechstes Studioalbum in Deutschland. Bei dem am 3. Oktober 2014 veröffentlichten Album Interlude wendet sich Cullum im Gegensatz zu seinen letzten Veröffentlichungen wieder dem Jazz zu und interpretiert einige Jazz-Standards neu. Ebenso sind Gregory Porter und Laura Mvula im Duett mit ihm zu hören.

## Privates
Seit Januar 2010 ist Cullum mit Sophie Dahl verheiratet und wohnt im Londoner Bezirk Kensal Green. Am 2. März 2011 wurde ihre gemeinsame Tochter Lyra geboren, am 4. März 2013 ihre zweite Tochter Margot.

## Diskografie

### Studioalben
| Jahr | Titel Musiklabel                                           | Höchstplatzierung, Gesamtwochen, AuszeichnungChartplatzierungen (Jahr, Titel, Musiklabel, Platzierungen, Wochen, Auszeichnungen, Anmerkungen) | Höchstplatzierung, Gesamtwochen, AuszeichnungChartplatzierungen (Jahr, Titel, Musiklabel, Platzierungen, Wochen, Auszeichnungen, Anmerkungen) | Höchstplatzierung, Gesamtwochen, AuszeichnungChartplatzierungen (Jahr, Titel, Musiklabel, Platzierungen, Wochen, Auszeichnungen, Anmerkungen) | Höchstplatzierung, Gesamtwochen, AuszeichnungChartplatzierungen (Jahr, Titel, Musiklabel, Platzierungen, Wochen, Auszeichnungen, Anmerkungen) | Höchstplatzierung, Gesamtwochen, AuszeichnungChartplatzierungen (Jahr, Titel, Musiklabel, Platzierungen, Wochen, Auszeichnungen, Anmerkungen) | Anmerkungen                                                |
| Jahr | Titel Musiklabel                                           | DE | AT | CH | UK | US | Anmerkungen                                                |
| ---- | ---------------------------------------------------------- | --- | --- | --- | --- | --- | ---------------------------------------------------------- |
| 1999 | Heard It All Before Selbstvertrieb                         | — | — | — | — | — | Erstveröffentlichung: 3. August 1999 als Jamie Cullum Trio |
| 2002 | Pointless Nostalgic Candid Records                         | — | — | — | UK55 Gold · (6 Wo.)UK | — | Erstveröffentlichung: 23. September 2002                   |
| 2003 | Twentysomething Universal Classics & Jazz                  | DE57 Gold · (10 Wo.)DE | AT30 Gold · (26 Wo.)AT | CH29 Gold · (12 Wo.)CH | UK3 ×3Dreifachplatin · (61 Wo.)UK | US83 (20 Wo.)US | Erstveröffentlichung: 20. Oktober 2003                     |
| 2005 | Catching Tales Universal Classics & Jazz                   | DE30 Gold · (6 Wo.)DE | AT22 (11 Wo.)AT | CH14 (21 Wo.)CH | UK4 Gold · (13 Wo.)UK | US49 (4 Wo.)US | Erstveröffentlichung: 26. September 2005                   |
| 2009 | The Pursuit Decca Records / Universal Music                | DE11 Gold · (32 Wo.)DE | AT24 (13 Wo.)AT | CH7 (17 Wo.)CH | UK16 Gold · (9 Wo.)UK | US42 (4 Wo.)US | Erstveröffentlichung: 10. November 2009                    |
| 2013 | Momentum Island Records / Universal Music                  | DE10 (8 Wo.)DE | AT12 (3 Wo.)AT | CH10 (9 Wo.)CH | UK20 (9 Wo.)UK | US156 (1 Wo.)US | Erstveröffentlichung: 20. Mai 2013                         |
| 2014 | Interlude Island Records / Universal Music                 | DE13 (4 Wo.)DE | AT23 (3 Wo.)AT | CH14 (4 Wo.)CH | UK19 (4 Wo.)UK | US154 (1 Wo.)US | Erstveröffentlichung: 6. Oktober 2014                      |
| 2019 | Taller Island Records / Universal Music                    | DE16 (4 Wo.)DE | AT17 (2 Wo.)AT | CH15 (2 Wo.)CH | UK17 (1 Wo.)UK | — | Erstveröffentlichung: 7. Juni 2019                         |
| 2020 | The Pianoman at Christmas Island Records / Universal Music | DE16 (10 Wo.)DE | AT27 (8 Wo.)AT | CH16 (5 Wo.)CH | UK11 Silber · (12 Wo.)UK | — | Erstveröffentlichung: 20. November 2020                    |

### Livealben
- 2006: Live at Ronnie Scott’s

### Kompilationen
- 2005: Kings of Swing
- 2007: Jamie Cullum: Influences
- 2007: In the Mind of Jamie Cullum
- 2010: Devil May Care (Mix aus anderen Alben incl. zwei Bonus-Tracks)
- 2018: The Song Society Playlist
- 2019: Song Society Volume 2

### Soundtracks
- 2007: Triff die Robinsons
- 2007: Grace is Gone
- 2008: Gran Torino

### Singles
| Jahr | Titel Album                                                                | Höchstplatzierung, Gesamtwochen, AuszeichnungChartplatzierungen (Jahr, Titel, Album, Platzierungen, Wochen, Auszeichnungen, Anmerkungen) | Höchstplatzierung, Gesamtwochen, AuszeichnungChartplatzierungen (Jahr, Titel, Album, Platzierungen, Wochen, Auszeichnungen, Anmerkungen) | Anmerkungen                                                           |
| Jahr | Titel Album                                                                | DE | UK | Anmerkungen                                                           |
| --- | -------------------------------------------------------------------------- | --- | --- | --------------------------------------------------------------------- |
| 2004 | These Are the Days / Fontin’ Twentysomething                               | — | UK12 (7 Wo.)UK | Erstveröffentlichung: 3. Mai 2004                                     |
| 2004 | Everlasting Love Twentysomething                                           | — | UK20 (9 Wo.)UK | Erstveröffentlichung: 5. November 2004 Original: Robert Knight (1967) |
| 2005 | Get Your Way Catching Tales                                                | — | UK44 (3 Wo.)UK | Erstveröffentlichung: August/September 2005                           |
| 2005 | Mind Trick Catching Tales                                                  | — | UK32 (1 Wo.)UK | Erstveröffentlichung: 11. November 2005                               |
| 2009 | I’m All Over It The Pursuit                                                | DE93 (4 Wo.)DE | UK55 (5 Wo.)UK | Erstveröffentlichung: 2. November 2009                                |
| 2010 | Don’t Stop the Music The Pursuit                                           | DE58 (4 Wo.)DE | — | Erstveröffentlichung: 25. Januar 2010 Original: Rihanna (2007)        |
| Folgende Lieder erschienen nicht als Single, wurden aber durch das Album zum Download und Streaming bereitgestellt und konnten somit eine Platzierung erlangen: |                                                                            | | |                                                                       |
| |                                                                            | | |                                                                       |
| 2020 | In the Bleak Midwinter The Pianoman at Christmas (Amazon Original Version) | — | UK61 (5 Wo.)UK | Charteinstieg: 4. Dezember 2020 Original: Christina Rossetti          |

Weitere Singles
- 2002: High and Dry
- 2004: All at Sea
- 2004: The Wind Cries Mary
- 2005: Photograph
- 2010: Wheels
- 2010: Love Ain’t Gonna Let You Down
- 2013: Everything You Didn’t Do
- 2013: Edge of Something
- 2013: You’re Not the Only One
- 2014: Don’t Let Me Be Misunderstood (feat. Gregory Porter; Original: Nina Simone, 1964)
- 2014: Good Morning Heartache (feat. Laura Mvula; Original: Billie Holiday, 1946)
- 2014: Don’t You Know (Original: Ray Charles, 1954)
- 2016: Show Me the Magic
- 2017: Work of Art
- 2018: The Man (Original: The Killers, 2017)
- 2019: Taller
- 2019: Drink
- 2019: The Age of Anxiety
- 2019: Merry Xmas Everybody (Robbie Williams feat. Jamie Cullum; Original: Slade, 1973)
- 2020: Kill Them with Kindness (Idles feat. Jamie Cullum)

### Videoalben
- 2004: Live at Blenheim Palace (UK: Gold)
- 2004: Twentysomething
- 2005: Telling Tales
- 2006: Live in Buenos Aires

## Auszeichnungen für Musikverkäufe
| Goldene Schallplatte - Belgien - 2007: für das Album Catching Tales - Dänemark - 2006: für das Album Catching Tales - 2006: für das Album Twentysomething - Neuseeland - 2004: für das Album Twentysomething - Niederlande - 2005: für das Album Catching Tales - Portugal - 2007: für das Album Twentysomething - Russland - 2010: für das Album The Pursuit - Spanien - 2006: für das Album Twentysomething | Platin-Schallplatte - Australien - 2004: für das Album Twentysomething - Europa - 2004: für das Album Twentysomething 2× Platin-Schallplatte - Niederlande - 2008: für das Album Twentysomething |

Anmerkung: Auszeichnungen in Ländern aus den Charttabellen bzw. Chartboxen sind in ebendiesen zu finden.
| Land/RegionAuszeichnungen für Musikverkäufe (Land/Region, Auszeichnungen, Verkäufe, Quellen) | Silber  | Gold       | Platin     | Verkäufe    | Quellen                   |
| -------------------------------------------------------------------------------------------- | ------- | ---------- | ---------- | ----------- | ------------------------- |
| Australien (ARIA)                                                                            | —       | —          | Platin1    | 70.000      | aria.com.au               |
| Belgien (BRMA)                                                                               | —       | Gold1      | —          | 25.000      | ultratop.be               |
| Dänemark (IFPI)                                                                              | —       | 2× Gold2   | —          | 40.000      | Einzelnachweise           |
| Deutschland (BVMI)                                                                           | —       | 3× Gold3   | —          | 300.000     | musikindustrie.de         |
| Europa (IFPI)                                                                                | —       | —          | Platin1    | (1.000.000) | ifpi.org                  |
| Neuseeland (RMNZ)                                                                            | —       | Gold1      | —          | 7.500       | aotearoamusiccharts.co.nz |
| Niederlande (NVPI)                                                                           | —       | Gold1      | 2× Platin2 | 160.000     | nvpi.nl                   |
| Österreich (IFPI)                                                                            | —       | Gold1      | —          | 10.000      | ifpi.at                   |
| Portugal (AFP)                                                                               | —       | Gold1      | —          | 10.000      | Einzelnachweise           |
| Russland (NFPF)                                                                              | —       | Gold1      | —          | 10.000      | RMI Report 2010 (PDF)     |
| Spanien (Promusicae)                                                                         | —       | Gold1      | —          | 50.000      | elportaldemusica.es       |
| Schweiz (IFPI)                                                                               | —       | Gold1      | —          | 15.000      | hitparade.ch              |
| Vereinigtes Königreich (BPI)                                                                 | Silber1 | 4× Gold4   | 3× Platin3 | 1.285.000   | bpi.co.uk                 |
| Insgesamt                                                                                    | Silber1 | 17× Gold17 | 7× Platin7 |             |                           |